# برده‌رش تبریزخاتون
برده‌رش تبریزخاتون یکی از روستاهای استان کردستان است که در دهستان چهل‌چشمهٔ بخش مرکزی شهرستان دیواندره واقع شده‌است.